# 罗曼·马利诺夫斯基

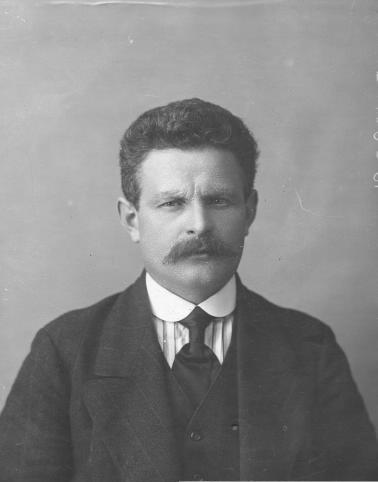
1913年的罗曼·马利诺夫斯基

罗曼·马利诺夫斯基（俄语：Рома́н Вацлавович Малино́вский，1876年3月18日—1918年11月5日），知名俄罗斯政治家、双重间谍、革命军、老布尔什维克，同时受雇于沙俄公共安全与秩序保卫部，代号“裁缝”，马利诺夫斯基出生于波兰普洛茨克省，当时该省属于俄罗斯帝国的一部分。他的父母是波兰族农民，在他还是个孩子的时候就去世了。1894年至1899年间，他因多次抢劫而入狱三年，并被指控强奸未遂。1902年，他假扮一位同名的堂兄，加入了著名的伊兹梅洛夫斯基军团。马利诺夫斯基最初是该团内的一名秘密警察特工，负责报告战友和军官的情况。日俄战争结束后，他退伍并移居圣彼得堡。
他是一位出色的演说家，身材高大，红头发，黄眼睛，脸上有痘痘，「体格健壮，面色红润，精力充沛，易激动，嗜酒如命，是一位天才的领导者。」

## 政治
1906年，他找到了一份车床操作员的工作，并加入了圣彼得堡金属工人工会和俄国社会民主工党。最初，他倾向于支持主张工会自治的孟什维克，而不是试图控制工会的布尔什维克派。他曾因担任工会活动家而被捕五次，但每次他的俄罗斯秘密警察上司都安排将他毫无嫌疑地释放。1910年，他被从圣彼得堡流放并移居莫斯科。在这里，他第一次获得了作为警方线人的固定工资，以补充他作为金属车工的工资，并受到秘密警察主任斯捷潘·别列茨基的指示，确保俄国社会民主工党的不同派别永远不会重新统一。因此，马利诺夫斯基加入了布尔什维克。1912年1月，他前往布拉格，弗拉基米尔·列宁在那里组织了一次会议，最终与孟什维克决裂并创建一个独立的布尔什维克组织。他给列宁留下了良好的印象，因此被选为中央委员会委员，并于1912年11月被选中代表布尔什维克参加即将举行的第四届杜马选举，并被选为最杰出的工人阶级代表。他同时也是俄罗斯秘密警察机构薪酬最高的特工，年薪8000卢布，比帝国警察局长多1000卢布。他领导着由六名成员组成的布尔什维克小组（其中两人是俄罗斯秘密警察特工），并且担任杜马社会民主党副主席。作为一名秘密特工，他帮助将几位重要的布尔什维克（如谢尔戈·奥尔忠尼启则、约瑟夫·斯大林和雅科夫·斯维尔德洛夫）流放到西伯利亚。
1912年11月，他在克拉科夫拜访了列宁，并被敦促不要与孟什维克联合。马利诺夫斯基无视这一点，在杜马宣读了一份和解演讲，以消除人们对他的怀疑。1912年12月28日，他出席了在维也纳举行的中央委员会会议。他说服列宁任命俄罗斯秘密警察特工米龙·切尔诺玛佐夫（Miron Chernomazov）为《真理报》主编，而不是斯大林的候选人斯捷潘·邵武勉。沙皇政权决心保持俄国社会民主工党的分裂，这意味着调解派和亲党派成为破坏活动的目标，而取消派和召回派则受到鼓励。
1913年1月，当孟什维克领袖尤里·马尔托夫首次揭发马利诺夫斯基是间谍时，列宁拒绝相信他，并站在马利诺夫斯基一边。这篇指控文章的署名是「Ts」，这是马尔托夫真名「Tsederbaum」的缩写。斯大林威胁马尔托夫的妹妹莉迪亚·丹和妹夫费奥多尔·丹，说如果孟什维克谴责马利诺夫斯基，他们会后悔的。
马林诺夫斯基的努力帮助国家情报局逮捕了谢尔戈·奥尔忠尼启则（1912年4月14日）、雅科夫·斯维尔德洛夫（1913年2月10日）和斯大林（1913年2月23日）。后者在一次布尔什维克筹款舞会上被捕，马利诺夫斯基借给他一套西装和一条丝绸领带，说服他参加舞会。当侦探将马利诺夫斯基带走时，他正在与斯大林交谈，甚至大喊要释放斯大林。
1913年7月，他泄露了斯维尔德洛夫和斯大林逃跑的计划，并警告了图鲁汉斯克的警察局长。他当时是唯一一位没有被流放到国外或西伯利亚的布尔什维克领导人。这次逃跑计划失败后不久，斯大林就接受了马尔托夫的观点，并强烈怀疑马利诺夫斯基是一名俄罗斯秘密警察的间谍，而这一怀疑在多年后得到了证实，这加剧了斯大林对他的同志们的不信任。

## 辞职、流亡和死亡
1914年5月8日，俄罗斯新晋升的内务部副部长弗拉基米尔·德洪科夫斯基将军认为，让一名警察特工担任如此重要的职务可能会引起丑闻，因此他被迫辞去杜马职务。他获得了6000卢布的报酬，并被勒令离开该国。他在克拉科夫与列宁会合，布尔什维克的一个委员会在那里调查了有关他是警察间谍的谣言。尽管尼古拉·布哈林和叶莲娜·特罗亚诺夫斯卡娅都怀疑，1910年和1912年，他们在莫斯科被捕时，被马利诺夫斯基出卖给警方，但委员会还是接受了马利诺夫斯基的说法，即警方以公开强奸未遂的旧罪名来敲诈他，迫使他辞职。第一次世界大战爆发时，他被德国人关押在战俘营里。列宁仍然站在他身边，给他送来衣服。他说：「如果他是个煽动者，那么警察从中得到的利益就比我们党得到的利益还要少。」这说明他有强烈的反孟什维主义倾向。最终，列宁改变了主意：「真是一头猪，射击对他来说太好了！」
1918年，他试图加入彼得格勒苏维埃，但格里戈里·季诺维也夫承认了他。当年11月，经过短暂的审判后，马利诺夫斯基被枪决。
根据英国历史学家西蒙·蒙蒂菲奥里的说法，他成功渗透到布尔什维克，助长了苏联人（更具体地说是斯大林）的恐惧，最终导致了大清洗。
根据前俄罗斯秘密警察机构官员、俄罗斯警察局局长斯捷潘·别列茨基的亲戚尼古拉·弗拉基米罗维奇·韦谢拉戈的回忆录，马利诺夫斯基和斯大林都向列宁汇报情况，也互相汇报情况，但斯大林不知道马利诺夫斯基也是一名渗透特工。

## 死後平反
2021年12月19日，俄罗斯联邦最高法院为马利诺夫斯基平反。

## 來源
- Brackman, Roman. . Routledge. 2004  [2019-05-26]. ISBN 978-1-135-75840-0. （原始内容存档于2016-06-17）.
- Montefiore, Simon Sebag, , Weidenfeld & Nicolson, 2007, ISBN 978-0-297-85068-7
- Radzinsky, Edvard, , Anchor, 1997, ISBN 978-0-385-47954-7

## 延伸閱讀
- Elwood, Ralph Carter. . Oriental Research Partners. 1977.
- Wolfe, Bertram. . Rowman & Littlefield. 2001 [1948]  [2019-05-26]. （原始内容存档于2016-06-29）.